# (29766) 1999 CL24
A (29766) 1999 CL24 a Naprendszer kisbolygóövében található aszteroida. A LINEAR projekt keretében fedezték fel 1999. február 10-én.